# Dunbar (Virginia Occidental)
Dunbar es una ciudad ubicada en el condado de Kanawha en el estado estadounidense de Virginia Occidental. En el Censo de 2010 tenía una población de 7907 habitantes y una densidad poblacional de 1.087,99 personas por km².

## Geografía
Dunbar se encuentra ubicada en las coordenadas 38°22′10″N 81°44′10″O / 38.36944, -81.73611. Según la Oficina del Censo de los Estados Unidos, Dunbar tiene una superficie total de 7.27 km², de la cual 7.25 km² corresponden a tierra firme y (0.18%) 0.01 km² es agua.

## Demografía
Según el censo de 2010, había 7907 personas residiendo en Dunbar. La densidad de población era de 1.087,99 hab./km². De los 7907 habitantes, Dunbar estaba compuesto por el 82.7% blancos, el 12.22% eran afroamericanos, el 0.21% eran amerindios, el 1.75% eran asiáticos, el 0.03% eran isleños del Pacífico, el 0.43% eran de otras razas y el 2.67% pertenecían a dos o más razas. Del total de la población el 1% eran hispanos o latinos de cualquier raza.